# عفينة
عفینة أو عویجمان أو وریج أو خبیزي أوالضربیح أو أبو عفينة (الاسم العلمي Chenopodiastrum murale)، نوع من النبات من فصيلة سرمقاوات.

## الوصف النبات
عشب حولي، كثيف الأوراق، يصل إلى 80 سم، الساق قائمة، مضلعة طوليا، الأفرع جانبية قليلة. الأوراق
متبادلة، بیضیة إلى مضلعة، مسننة، 1.5-8 سم طولًا 8.0-5 (-7) سم عرضا. النورة عناقيد طرفية أو ابطية،
إلى 5 سم في طول، الأزهار صغيرة جدًا، ذات غلاف زهري خماسي، البتلات غائبة.
الثمرة بندقة، مجنحة البذور، 1.5-1.2 مم، ولها زوائد ونفر.